# Tubiclava triserialis
Tubiclava triserialis är en nässeldjursart som beskrevs av John Fraser 1938. Tubiclava triserialis ingår i släktet Tubiclava och familjen Oceanidae. Inga underarter finns listade i Catalogue of Life.